# Omosarotes singularis
Omosarotes singularis là một loài bọ cánh cứng trong họ Cerambycidae.